# Falls Curfew
Die Falls Curfew (dt.: Ausgangssperre der Falls), auch Lower Falls Curfew oder Rape of the Lower Falls (dt.: Vergewaltigung der Lower Falls) war eine dreitägige Ausgangssperre, die die  britische Armee im Juli 1970 im Gebiet der Falls Road im Westen der nordirischen Hauptstadt Belfast während des Nordirlandkonflikts verhängte. Am 3. Juli 1970 durchsuchten britische Soldaten mehrere Wohnungen nach Waffen. Die Operation weitete sich zu Unruhen aus, bei denen fünf Zivilisten starben und 300 mutmaßliche irische Republikaner verhaftet wurden. Dabei wurden größere Mengen Tränengas eingesetzt.

## Vorgeschichte
Eine Woche vor der Operation gab es bereits schwerere Unruhen, nachdem der protestantisch-unionistische Oranier-Orden durch den Nordteil der Stadt marschiert war. Einige Gruppen von Loyalisten, radikalen Protestanten, drangen im Folgenden in die katholische Enklave Short Strand im ansonsten protestantisch dominierten Ost-Belfast ein und bedrohten die Anwohner. Unter Führung des IRA-Kommandanten Billy McKee nahmen dort daraufhin einige Mitglieder der Belfast Brigade von der bis dato kaum in Erscheinung getretenen Provisional Irish Republican Army (IRA) Stellungen bei der katholischen Kirche ein und lieferten sich eine drei Stunden lange Schießerei mit den Loyalisten. Dabei wurden fünf Menschen getötet, vier protestantische Angreifer sowie ein IRA-Mitglied. Insgesamt starben an diesem Tag sieben Menschen bei Unruhen in ganz Belfast.

## Verlauf
Die britische Armee entsandte in der Folge Soldaten des Black-Watch- und des Life-Guards-Regiments unter Ian Freeland in den katholischen Stadtteil Lower Falls, um Waffen sicherzustellen. Nach einem Hinweis fanden die Soldaten 19 Handfeuerwaffen in einem Haus. Jim Sullivan, ein örtlicher Anführer der Official IRA, die damals nach der Spaltung im Dezember 1969 die dominierende IRA-Gruppe in dieser Gegend war, wollte zunächst einen Angriff auf die Soldaten unterbinden, um weitere Waffenvorräte geheim zu halten. Einige Republikaner unter Führung der konkurrierenden sowie radikaleren Provisionals griffen die Soldaten dennoch mit Molotow-Cocktails an. Die Briten verhängten eine Ausgangssperre und besetzten das Gebiet mit 3.000 Soldaten. Dabei wurden Hubschrauber und gepanzerte Fahrzeuge eingesetzt.
Nach Angaben von Journalisten war die Führung der Official IRA in Anbetracht der Stärke der britischen Kräfte wenig zuversichtlich. Trotzdem entschied man sich dazu, militärische Gegenmaßnahmen durchzuführen. Am Morgen des 4. Juli trafen britische Truppen auf Barrikaden. Freeland veranlasste seine Soldaten zu weiteren Hausdurchsuchungen.
Die nächsten Tage brachten längere Häusergefechte mit den etwa 80 Freiwilligen der Official IRA. Einige Jugendliche provozierten zudem die Truppen mit Steinwürfen und kleineren Brandsätzen. Vier Zivilisten wurden dabei erschossen, und einer von einem Saracen-Panzer überfahren. Weitere 60 Zivilisten sowie 15 Soldaten wurden durch Geschosse verletzt. 300 Zivilisten wurden verhaftet.
Die Briten versprühten zudem 1.600 Kanister CS-Gas, um die Hausdurchsuchungen besser durchführen zu können. Dabei wurden 35 Gewehre, sechs automatische Waffen, 14 Schrotflinten, 100 Brandsätze, etwa 100 Kilo Sprengstoff, 21.000 Schuss Munition und acht Funkgeräte sichergestellt.
Die Ausgangssperre endete am 5. Juli, nachdem Frauen, insbesondere aus dem Stadtteil Andersonstown, die Absperrungen der Armee durchbrochen hatten, um die Bewohner mit Lebensmitteln zu versorgen.

## Folgen
Im Nachhinein wurde berichtet, dass die Armee zwei Minister der Ulster Unionist Party (John Brooke und William Long) durch die geräumten Straßen in gepanzerten Fahrzeugen fuhr, was später zu einer Provokation stilisiert wurde.
Viele Historiker sehen in dem Vorfall eine Schlüsselszene, die das Verhältnis der katholischen Minderheit Nordirlands zur britischen Armee nachhaltig negativ beeinflusste. Diese wurde nunmehr nicht als neutraler Akteur, sondern als Vertreter eines „kolonialistischen“ Anspruchs der Briten empfunden. Auch trugen die Vorkommnisse zu einer Verbreiterung der IRA-Basis und einer Radikalisierung derselben bei.
Als eine weitere Folge sieht man die zunehmende Spaltung zwischen der Official IRA und der Provisional IRA, die seit Dezember 1969 getrennt operierten. Die Officials beschuldigten die Provisionals, die ihrer Meinung nach unnötige Konfrontation mit den Briten absichtlich gesucht zu haben, um der Official IRA zu schaden. Im folgenden Jahr bekämpften sich die Gruppen auch untereinander. Nachdem die OIRA den Provo Charly Hughes erschossen hatte, der ebenfalls an den Kämpfen während der Ausgangssperre teilnahm und ein Bruder des lokalen Provisional-IRA-Kommandanten Brendan Hughes war, einigten sich beide Gruppen auf einen Waffenstillstand.